# Edith Frank
Edith Holländer-Frank (16 de janeiro de 1900 – 6 de janeiro de 1945) foi uma alemã de origem judaica. Ela é mais conhecida por ser a mãe de Margot e Anne Frank, cuja última se tornou famosa graças a publicação de seu livro, Diário de Anne Frank (1947). Durante a Segunda Guerra Mundial, ela se escondeu com sua família e um grupo de amigos num quarto oculto, até serem capturados pela Schutzstaffel (SS) em 1944. No campo de concentração de Auschwitz, ela tentou manter a sobrevivência de suas filhas dando-lhes alimento, mas acabou morrendo de fome no ano seguinte.